# Chi phí sử dụng vốn
Trong kinh tế học và kế toán, chi phí sử dụng vốn là chi phí về vốn của một công ty (cả nợ và vốn chủ sở hữu), hoặc theo quan điểm của nhà đầu tư là "tỷ suất sinh lợi yêu cầu trên danh mục đầu tư chứng khoán hiện có của một công ty". Chi phí sử dụng vốn được sử dụng để đánh giá các dự án mới của một công ty. Đây là mức lợi nhuận tối thiểu mà các nhà đầu tư kỳ vọng khi cung cấp vốn cho công ty, do đó đặt ra tiêu chuẩn mà một dự án mới phải đáp ứng.

## Khái niệm cơ bản
Một khoản đầu tư được coi là đáng giá khi lợi tức trên vốn kỳ vọng phải lớn hơn chi phí sử dụng vốn. Với một số cơ hội đầu tư cạnh tranh, các nhà đầu tư được kỳ vọng sẽ bỏ vốn của mình vào hoạt động để tối đa hóa lợi nhuận. Nói cách khác, chi phí sử dụng vốn là tỷ suất sinh lời mà vốn có thể được mong đợi để kiếm được trong một khoản đầu tư thay thế tốt nhất có rủi ro tương đương, đây là chi phí cơ hội của vốn. Nếu một dự án có rủi ro tương tự với các hoạt động kinh doanh bình quân của một công ty, thì sẽ hợp lý khi sử dụng chi phí sử dụng vốn bình quân của công ty làm cơ sở để đánh giá hay chi phí sử dụng vốn là chi phí của một doanh nghiệp khi huy động vốn. Tuy nhiên, với những dự án bên ngoài lĩnh vực kinh doanh cốt lõi của doanh nghiệp, chi phí sử dụng vốn hiện hành có thể không phải là thước đo phù hợp để sử dụng, vì rủi ro của các doanh nghiệp là không giống nhau.
Chứng khoán của một công ty thường bao gồm cả nợ lẫn vốn chủ sử hữu, vì vậy bắt buộc phải tính toán chi phí của nợ và chi phí của vốn chủ sở hữu nhằm xác định chi phí sử dụng vốn của một công ty. Điều quan trọng là cả chi phí về nợ lẫn vốn chủ sở hữu đều phải hướng tới tương lai và phản ánh kỳ vọng rủi ro và lợi nhuận trong tương lai. Điều này có nghĩa, ví dụ, chi phí nợ trong quá khứ không phải là một chỉ báo tốt về chi phí nợ thực tế trong tương lai.
Khi đã xác định được chi phí nợ và chi phí vốn chủ sở hữu, có thể tính toán được sự pha trộn của chúng, chi phí vốn bình quân gia quyền (WACC). WACC có thể được sử dụng như lãi suất chiết khấu cho các dòng tiền tự do dự kiến của một dự án cho doanh nghiệp.

## Ví dụ
Giả sử một công ty cân nhắc đảm nhiệm một dự án hoặc một hình thức đầu tư nào đó, ví dụ lắp đặt một bộ phận máy móc mới tại một trong các nhà máy của họ. Việc lắp đặt máy móc mới này sẽ tốn kém tiền bạc; trả tiền cho các kỹ thuật viên để lắp đặt máy móc, vận chuyển máy móc, mua các bộ phận... Máy móc mới này cũng được kỳ vọng sẽ tạo ra lợi nhuận mới (nếu không, giả sử công ty quan tâm đến lợi nhuận, công ty sẽ không cân nhắc dự án này ngay từ đầu). Vì vậy, công ty sẽ tài trợ cho dự án bằng hai loại tài trợ: phát hành nợ, bằng việc đi vay hay các công cụ nợ khác như trái phiếu, và phát hành vốn cổ phần, thông thường bằng việc phát hành nhiều cổ phiếu mới.
Các chủ nợ và cổ đông mới, người mà có quyền quyết định đầu tư vào công ty để tài trợ cho máy móc mới này sẽ kỳ vọng về lợi tức đầu tư của họ: chủ nợ yêu cầu trả lãi và cổ đông yêu cầu trả cổ tức (hay lãi về vốn từ việc bán cổ phiếu sau khi giá trị của chúng tăng lên). Ý tưởng ở đây là một phần lợi nhuận được tạo ra từ dự án mới này sẽ được sử dụng để trả nợ và làm hài lòng các cổ đông mới.
Giả sử một trong những nguồn tài trợ cho dự án mới này là trái phiếu (được phát hành ở mệnh giá) 200,000 đô la với lãi suất 5%. Điều này có nghĩa công ty sẽ phát hành trái phiếu cho một số nhà đầu tư sẵn sàng, những người sẽ đưa 200,000 đô la cho công ty mà sau đó nó có thể sử dụng, trong một khoảng thời gian cụ thể (thời hạn của trái phiếu) để tài trợ cho dự án của mình. Công ty cũng sẽ thanh toán thường xuyên cho nhà đầu tư 5% số tiền ban đầu mà họ đã đầu tư (10.000 đô la), ở lãi suất theo năm hay theo tháng tùy theo những điều kiện cụ thể của trái phiếu (những điều này được gọi là tiền trả lãi theo năm). Vào cuối thời hạn của trái phiếu (khi trái phiếu đáo hạn), công ty sẽ trả lại 200,000 đô la mà họ đã vay mượn trước đó.
Giả sử một trái phiếu có thời hạn 10 năm và khoản tiền lãi được chi trả hàng năm. Điều này có nghĩa nhà đầu tư sẽ nhận được 10,000 đô la mỗi năm trong vòng 10 năm, và cuối cùng nhận lại 200,000 đô la vào cuối năm thứ 10. Theo quan điểm của nhà đầu tư, khoản đầu tư 200,000 đô la của họ sẽ được lấy lại vào cuối năm thứ 10 (không kéo theo lãi hoặc lỗ), nhưng họ cũng sẽ thu được các khoản tiền lãi; 10,000 đô la mỗi năm trong vòng 10 năm sẽ tạo ra lợi nhuận ròng 100,000 đô la cho nhà đầu tư. Đây là khoản đền bù cho nhà đầu tư qua việc chấp nhận rủi ro khi đầu tư vào công ty (bởi vì, nếu dự án thất bại hoàn toàn và công ty bị phá sản, sẽ có khả năng nhà đầu tư không nhận lại được tiền của mình).
Khoản lãi ròng 100,000 đô la này được chi trả bởi công ty cho nhà đầu tư như một phần thưởng cho việc đầu tư tiền của họ vào công ty. Về bản chất, đây chính là số tiền công ty phải trả khi vay 200,000 đô la. Đó là chi phí để huy động 200,000 đô la vốn mới. Vì vậy, để huy động 200,000 đô la, công ty phải trả 100,000 đô la từ lợi nhuận của họ, do đó chúng ta có thể nói rằng đây là chi phí nợ, trong trường hợp này, là 50%.
Về mặt lý thuyết, nếu công ty huy động thêm vốn bằng cách phát hành thêm trái phiếu tương tự, các nhà đầu tư mới cũng sẽ mong đợi lợi tức đầu tư của họ là 50% (mặc dù trên thực tế, lợi tức yêu cầu thay đổi tùy thuộc vào quy mô đầu tư, thời gian tồn tại của khoản vay, rủi ro của dự án...)
Chi phí vốn chủ sở hữu tuân theo cùng một nguyên tắc: các nhà đầu tư kỳ vọng khoản lợi tức đầu tư cụ thể, và công ty phải trả số tiền này để các nhà đầu tư sẵn sàng đầu tư vào công ty. (Mặc dù chi phí của vốn chủ sở hữu được tính toán khác nhau bởi vì cổ tức, không giống như thanh toán lãi, không nhất thiết là một khoản thanh toán cố định hoặc một yêu cầu pháp lý).

## Chi phí sử dụng vốn vay
Khi các công ty vay vốn từ những người cho vay bên ngoài, lãi suất trả cho những khoản tiền này được gọi là chi phí nợ. Chi phí sử dụng vốn vay được tính bằng cách lấy lãi suất của trái phiếu phi rủi ro có thời hạn phù hợp với cấu trúc kỳ hạn của khoản nợ doanh nghiệp, sau đó cộng với phần bù rủi ro vỡ nợ. Phần bù rủi ro vỡ nợ này sẽ tăng lên nếu số lượng nợ tăng (bởi vì, giả sử các yếu tố khác không thay đổi, rủi ro tăng lên khi chi phí nợ tăng). Vì trong hầu hết các trường hợp, chi phí sử dụng vốn vay là một khoản chi phí được khấu trừ, nên nó được tính trên cơ sở sau thuế để so sánh với chi phí vốn chủ sở hữu (thu nhập cũng bị đánh thuế). Do đó, đối với các công ty có lãi, nợ được chiết khấu theo thuế suất. Công thức có thể được viết dưới dạng:
{\displaystyle K_{D}=(R_{f}+{\text{tỷ lệ rủi ro tín dụng}})(1-T)}
trong đó {\displaystyle T} là thuế suất doanh nghiệp và {\displaystyle R_{f}} là lãi suất phi rủi ro.

## Chi phí vốn chủ sở hữu
Chi phí vốn chủ sở hữu được suy ra bằng cách so sánh khoản đầu tư với các khoản đầu tư khác (có thể so sánh được) có lược đồ rủi ro tương tự. Nó thường được tính bằng cách sử dụng công thức mô hình định giá tài sản vốn:
Chi phí vốn chủ sở hữu = Tỉ lệ hoàn vốn phi rủi ro + Phần bù rủi ro kỳ vọng
Chi phí vốn chủ sở hữu = Tỉ lệ hoàn vốn phi rủi ro + Hệ số Beta x (Tỷ suất lợi nhuận thị trường -  Tỉ lệ hoàn vốn phi rủi ro),
trong đó hệ số Beta = độ nhạy với các chuyển động trên thị trường liên quan. Do đó, trong các ký hiệu, chúng ta có
{\displaystyle E_{s}=R_{f}+\beta _{s}(R_{m}-R_{f})}
trong đó:
Es là lợi nhuận kỳ vọng từ một chứng khoán
Rf là lợi nhuận kỳ vọng của tài sản phi rủi ro trên thị trường đó (lợi tức trái phiếu chính phủ)
βs là độ nhạy với rủi ro thị trường đối với chứng khoán
Rm là lợi nhuận lịch sử của thị trường chứng khoán; và
(Rm - Rf) là phần bù đắp rủi ro của tài sản thị trường so với tài sản phi rủi ro
Lãi suất phi rủi ro là lợi tức của trái phiếu dài hạn trên thị trường cụ thể, chẳng hạn như trái phiếu chính phủ.
Một giải pháp thay thế cho việc ước tính lợi nhuận yêu cầu của mô hình định giá tài sản vốn như trên, là sử dụng mô hình ba yếu tố Fama – French.

### Lợi nhuận kỳ vọng
Lợi nhuận kỳ vọng (hoặc tỷ lệ lợi tức yêu cầu đối với nhà đầu tư) có thể được tính bằng "mô hình chiết khấu cổ tức", nghĩa là:
{\displaystyle K_{cs}={\frac {{\text{Cổ tức thanh toán trên một cổ phiếu}}(1+{\text{Tốc độ tăng}})}{\text{Giá trị trên thị trường}}}+{\text{Tốc độ tăng}}}

### Bình luận
Các mô hình nói rằng các nhà đầu tư sẽ kỳ vọng một khoản lợi nhuận là lợi nhuận phi rủi ro cộng với độ nhạy của chứng khoán đối với rủi ro thị trường (β) nhân với phần bù rủi ro thị trường.
Phần bù rủi ro thay đổi theo thời gian và địa điểm, tuy nhiên ở một số nước phát triển trong thế kỷ XX, mức bù rủi ro trung bình khoảng 5% trong khi ở các thị trường mới nổi, có thể cao tới 7%. Tỷ suất sinh lợi vốn thực tế của thị trường chứng khoán ngang bằng với mức tăng trưởng GDP thực tế hàng năm. Lãi về vốn trên Chỉ số Công nghiệp Dow Jones là 1,6% mỗi năm trong giai đoạn 1910–2005. Cổ tức đã làm tăng tổng lợi nhuận "thực" trên vốn chủ sở hữu bình quân lên gấp đôi, khoảng 3,2%.
Độ nhạy với rủi ro thị trường (β) là duy nhất đối với mỗi công ty và phụ thuộc vào mọi thứ từ quản lý đến hoạt động kinh doanh và cấu trúc vốn của công ty đó. Giá trị này không thể được biết "tiền kiến" (trước), nhưng có thể được ước tính từ lợi nhuận "hậu kiến" (quá khứ) và kinh nghiệm trong quá khứ với các công ty tương tự.

### Chi phí của lợi nhuận giữ lại/Chi phí của vốn chủ sở hữu nội bộ
Lưu ý rằng lợi nhuận giữ lại là một thành phần của vốn chủ sở hữu, và do đó, chi phí của lợi nhuận giữ lại (vốn chủ sở hữu nội bộ) bằng với chi phí của vốn chủ sở hữu như đã giải thích bên trên. Cổ tức (thu nhập được trả cho các nhà đầu tư và không giữ lại) là một bộ phận cấu thành lợi nhuận trên vốn cho chủ sở hữu vốn cổ phần, và ảnh hưởng đến chi phí của vốn chủ sở hữu thông qua cơ chế đó.
Chi phí vốn chủ sở hữu nội bộ = [(cổ tức năm sau trên mỗi cổ phiếu/(giá thị trường hiện tại trên mỗi cổ phiếu - chi phí phát hành)] + tốc độ tăng cổ tức)]

## Chi phí vốn bình quân gia quyền
Chi phí vốn bình quân gia quyền (WACC) được sử dụng trong tài chính để đo lường chi phí sử dụng vốn của một công ty. WACC không bị ra lệnh bởi ban quản lý. Thay vào đó, nó đại diện cho lợi nhuận tối thiểu mà một công ty phải kiếm được trên cơ sở tài sản hiện có để đáp ứng các chủ nợ, chủ sở hữu và các nhà cung cấp vốn khác, hoặc họ sẽ đầu tư vào nơi khác.
Tổng vốn đối với một công ty là giá trị của vốn chủ sở hữu của công ty đó (đối với một công ty không có chứng quyền hay quyền chọn đang lưu hành, điều này giống với giá trị vốn hóa thị trường của công ty) cộng với chi phí sử dụng vốn vay (chi phí sử dụng vốn vay nên được cập nhật thường xuyên vì nó thay đổi do lãi suất thay đổi). Lưu ý rằng, "vốn chủ sở hữu" trong tỷ lệ nợ trên vốn chủ sở hữu là giá trị thị trường của tất cả vốn chủ sở hữu, không phải vốn chủ sở hữu của cổ đông trên bảng cân đối kể toán. Để tính toán chi phí vốn bình quân gia quyền của một công ty, trước tiên chúng ta phải tính toán chi phí của các nguồn tài trợ riêng lẻ: Chi phí sử dụng vốn vay, Chi phí vốn ưu đãi và Chi phí vốn chủ sở hữu.
Tính toán WACC là một thủ tục lặp đi lặp lại yêu cầu ước tính giá trị thị trường hợp lý của vốn chủ sở hữu nếu như công ty chưa được niêm yết. Phương pháp Giá trị hiện tại điều chỉnh (APV) dễ sử dụng hơn nhiều trong trường hợp này vì nó tách giá trị của dự án khỏi giá trị của chương trình tài trợ của nó.

## Các yếu tố có thể ảnh hưởng đến chi phí vốn
Dưới đây là danh sách các yếu tố có thể ảnh hưởng đến chi phí vốn.

### Cơ cấu vốn
Do lợi thế về thuế đối với việc phát hành nợ nên sẽ rẻ hơn khi phát hành nợ thay vì phát hành vốn chủ sở hữu mới (điều này chỉ thực sự đúng với các công ty có lãi, các khoản giảm thuế chỉ dành cho các công ty có lãi). Tuy nhiên, ở một vài điểm, chi phí của việc phát hành nợ mới sẽ lớn hơn so với chi phí phát hành vốn chủ sở hữu mới. Điều này xảy ra bởi thêm nợ sẽ tăng rủi ro vỡ nợ và do đó lãi suất mà công ty phải trả để vay tiền. Bằng việc sử dụng quá nhiều nợ trong cấu trúc vốn của công ty, việc rủi ro vỡ nợ gia tăng cũng có thể làm tăng chi phí cho các nguồn khác (chẳng hạn như lợi nhuận giữ lại và cổ phiếu ưu đãi). Ban Giám đốc phải xác định "hỗn hợp tài chính tối ưu" - cấu trúc vốn mà chi phí sử dụng vốn được giảm thiểu để giá trị của công ty có thể được tối đa hóa.
Các bảng xếp hạng của Thomson Financial cho thấy việc phát hành nợ toàn cầu vượt quá phát hành vốn cổ phần với tỷ suất lợi nhuận từ 90 đến 10.
Cấu trúc vốn cần được xác định dựa trên chi phí sử dụng vốn bình quân gia quyền.

## Chính sách cổ tức hiện tại

### Thông tin kế toán
Lambert, Leuz và Verrecchia (2007) đã phát hiện ra rằng chất lượng của thông tin kế toán có thể ảnh hưởng đến chi phí vốn của một công ty, cả trực tiếp và gián tiếp.

## Lý thuyết của Modigliani–Miller
Nếu không có lợi ích về thuế đối với việc phát hành nợ và vốn chủ sở hữu có thể được phát hành tự do, Miller và Modigliani đã chỉ ra rằng, theo một số giả định nhất định (không có thuế, không có khả năng phá sản), giá trị của một công ty có đòn bẩy tài chính và giá trị của một công ty không có đòn bẩy tài chính nên giống nhau.